# Moritzoppia hamata
Moritzoppia hamata är en kvalsterart som först beskrevs av Pearce 1906.  Moritzoppia hamata ingår i släktet Moritzoppia och familjen Oppiidae. Inga underarter finns listade i Catalogue of Life.